# Herba Guirassy
Pour les articles homonymes, voir Guirassy.
Herba Guirassy de son nom de naissance Bahereba Guirassy, né le 29 août 2006 à Angers, est un footballeur franco-guinéen qui évolue au poste d'ailier au FC Nantes.

## Biographie

### Carrière en club

#### Formation et parcours en junior
Né à Angers en France de parents guinéens, Herba Guirassy commence le football au Vaillante Angers FC, avant de rejoindre en 2019 l'académie du FC Nantes, où il se démarque parmi les jeunes joueurs des Canaris,,. À l'issue de la saison 2022-2023, après avoir marqué 28 buts en Championnat National U17, il est surclassé avec les moins de 19 ans, et participe donc à la phase finale du championnat U19,. Il s'y montre encore décisif : il marque le but qui permet aux Canaris d'amorcer une remontée contre Lens en demi-finale et inscrit le but décisif en finale contre le Paris Saint-Germain, permettant aux nantais de devenir champions de France pour la deuxième fois consécutive,,.
La saison suivante, il signe un contrat de stagiaire avec Nantes et s'entraîne pour la première fois l'équipe réserve. D'abord conservé en U19, il s’illustre en championnat (13 buts en 23 apparitions) et en Youth League, contribuant à l'exploit des jeunes nantais qui atteignent la demi-finale de la compétition, perdue contre l'Olympiacos,. Avec l'équipe réserve, il ne dispute que trois matchs, faisant ses débuts lors de la 11e journée de National 3 contre Saint-Philbert, le 27 janvier 2024.

#### Début en Ligue 1 avec Nantes
À l'aube de la saison 2024-2025, intégré dans l'équipe première par Antoine Kombouaré d'abord pour les matchs amicaux de pré-saison, il est finalement dans le groupe pour les premiers matchs de championnat. Le 18 août 2024, il fait ses débuts professionnels avec Nantes, remplaçant Matthis Abline en fin de match lors d'un match nul 0-0 en Ligue 1 contre le TFC, au Stadium de Toulouse,. 
La semaine suivante, le 25 août, après avoir remplacé Pedro Chirivella dans les dernières minutes d'un match contre Auxerre, il marque à la 96e minute le but du 2-0, ainsi que son premier sous le maillot jaune et vert,,. Il devient à cette occasion, à 17 ans et 362 jours, le deuxième plus jeune de l'histoire du club, derrière Salomon Olembé en 1998 (17 ans et 250 jours).
Il souffre cependant début septembre 2024 d'une entorse à la cheville qui l'oblige à rester éloigné des terrains pendant près de deux mois,,. À la mi-octobre, il est de retour, mais avec la réserve ; c'est le 27 octobre qu'il rejoue un match en équipe première, marquant à l'occasion le seul but des Canaris lors d'une défaite 3-1 contre Strasbourg. Cinq jours plus tard, le 1er novembre, il signe son premier contrat professionnel, d'une durée de quatre ans jusqu'en 2028. 
Le 21 décembre, il fait ses débuts en Coupe de France contre Drancy. Le 15 janvier 2025, il inscrit son premier but dans la compétition, lors du seizième de finale contre Brest que Nantes perd finalement 2 buts à 1.
En ce début d'année 2025, Guirassy affiche une moyenne de plus d'un but toutes les 90 minutes avec l'équipe première, où il commence à se faire une place de titulaire à la droite de l'attaque nantaise, au gré notamment des blessures de Tino Kadewere et Sorba Thomas.

## Style de jeu
Décrit comme un joueur offensif, habile dans les dribbles courts, audacieux et spontané,, Herba Guirassy est capable de jouer en pointe ou sur les deux cotés de l'attaque, avec une préférence pour un positionnement sur l'aile gauche, en faux pied.
Il est notamment comparé à Randal Kolo Muani lors de ses débuts à Nantes.

## Statistiques

### En club
| Saison                | Club                  | Championnat           | Championnat | Championnat | Championnat | Coupe(s) nationale(s) | Coupe(s) nationale(s) | Coupe(s) nationale(s) | Total | Total | Total |
| Saison                | Club                  | Division              | M.          | B.          | P.d.        | M.                    | B.                    | P.d.                  | M.    | B.    | P.d.  |
| 2023-2024             | FC Nantes rés.        | National 3            | 3           | 0           | -           | -                     | -                     | -                     | 3     | 0     | 0     |
| 2024-2025             | FC Nantes rés.        | National 3            | 4           | 0           | -           | -                     | -                     | -                     | 4     | 0     | 0     |
| Sous-total            | Sous-total            | Sous-total            | 7           | 0           | 0           | -                     | -                     | -                     | 7     | 0     | 0     |
| 2024-2025             | FC Nantes             | Ligue 1               | 19          | 2           | 0           | 2                     | 1                     | 0                     | 21    | 3     | 0     |
| 2025-2026             | FC Nantes             | Ligue 1               | 1           | 0           | 0           | 0                     | 0                     | 0                     | 1     | 0     | 0     |
| Sous-total            | Sous-total            | Sous-total            | 20          | 2           | 0           | 2                     | 1                     | 0                     | 22    | 3     | 0     |
| Total sur la carrière | Total sur la carrière | Total sur la carrière | 27          | 2           | 0           | 2                     | 1                     | 0                     | 29    | 3     | 0     |

## Palmarès
FC Nantes
- Championnat de France des moins de 19 ans
  - Champion en 2022-2023[7].